# Maltańczyk
Maltańczyk – nazwa oryginalna: Maltanase mana – jedna z ras psów, należąca do grupy psów do towarzystwa, zaklasyfikowana do sekcji biszonów i ras pokrewnych w podsekcji biszony. Typ lisowaty. Nie podlega próbom pracy.

## Rys historyczny
Jest to jedna z najstarszych ras świata. Dokładne jej pochodzenie nie jest znane, ale wiadomo, że były już znane w starożytnym Egipcie, Rzymie i Grecji.
Kwestia nazwy tej rasy nigdy nie była jednoznaczna. Rasa ta pochodzi z wyspy Meledy (Kalimachos w 230 p.n.e. pisał o niej jako o wyspie Melitaeus), znajdującej się na Morzu Śródziemnym, a uznanej mylnie za Maltę. Według Strabona psy te w starożytności zamieszkiwały Maltę, która kiedyś nazywała się Melita. Maltańczyk nigdy nie był psem pracującym, miał dotrzymywać ludziom towarzystwa. Posiadaczem suki tej rasy był między innymi żyjący w I w. n.e. rzymski gubernator Malty, który zamówił portret swojego psa. Z 1607 roku pochodzi zaś informacja o maltańczyku sprzedanym za równowartość 2000 dolarów.

## Wygląd
Oczy: umiarkowanie duże, okrągłe, w odcieniu ciemnej ochry, z czarną oprawą.
Nos: duży, czarny, zaokrąglony.
Uszy: trójkątne, wysoko osadzone.
Ogon: długi, osadzony na linii zadu.
Sylwetka: nieco wydłużona, o prostym, mocnym grzbiecie i szerokim, mocnym zadzie.
Kończyny: krótkie, proste, równolegle ustawione, dobrze przylegające do tułowia.
Dorosły maltańczyk osiąga wzrost 20-25 centymetrów. Waga zwykle waha się w granicy 3-4 kilogramów.

## Szata i umaszczenie
Włos u maltańczyków jest bardzo długi, prosty i jedwabisty o czysto białym umaszczeniu  może wystąpić kolor kości słoniowej. Prawie wcale nie jest gubiony.

## Zdrowie i pielęgnacja
Strzyżenie tej rasy psów jest wymagane mniej więcej co 2 miesiące. Pies nie linieje, ale wymaga codziennego czesania włosa i pielęgnacji oczu. Maltańczyk może mieć skłonności do chorób uszu i zębów lub cierpieć na alergie pokarmowe.

## Zachowanie i charakter
Maltańczyk jest psem towarzyskim, łatwym do ułożenia i aktywnym – lubi zabawę, nadaje się do udziału w agility. Toleruje osoby mu nieznane. Jest bardzo posłuszny oraz szybko się uczy. Przeciętna długość życia u maltańczyków wynosi od 14 do 16 lat.

## Obecność w kulturze

### Filatelistyka
Poczta Polska wyemitowała 3 lutego 1969 r. znaczek pocztowy przedstawiający głowę maltańczyka o nominale 20 gr, w serii Rasy psów. Druk w technice offsetowej na papierze kredowym. Autorem projektu znaczka był Janusz Grabiański. Znaczek pozostawał w obiegu do 31 grudnia 1994 r..